# Sékou Koureissy Condé
 (mai 2018).
Si vous disposez d'ouvrages ou d'articles de référence ou si vous connaissez des sites web de qualité traitant du thème abordé ici, merci de compléter l'article en donnant les références utiles à sa vérifiabilité et en les liant à la section « Notes et références ».
Sékou Kouréissy Condé est un homme politique guinéen né en 1954 à Kouroussa, en République de Guinée. Après avoir obtenu un doctorat en sociologie politique à l’Université de Fribourg-en-Brisgau, il fonde en 1993 son parti politique Alliance pour le Renouveau National (ARENA), dont l’objectif est de prôner la réconciliation et l’unité nationale. En 1997, il est nommé Ministre de la Sécurité par le Président Lansana Conté, fonction qu’il occupe jusqu’en 2000. Forcé à s’exiler, il rejoint les Etats-Unis et enseigne des cours de résolution de crises et conflits politiques à l’Université Columbia et l’Université de New York. En 2010, il est rappelé en République de Guinée pour mener la transition démocratique et politique du pays. Il devient alors successivement secrétaire général du Conseil National de la Transition, et Premier Médiateur de la République. En 2011, il fonde l’African Crisis Group, un cabinet de conseil et d’études stratégiques dont la mission est de consolider la paix en Afrique. En tant que Directeur Exécutif de l'African Crisis Group, il mène une série d’actions de médiation et de résolution de crises et conflits sur le continent africain.

## Biographie

### Famille
Sékou Koureissy Condé est né à Kouroussa, en 1954. Il est issu d'une famille fortement attachée aux valeurs traditionnelles de l'Afrique. Il reçoit, à ce titre, une riche éducation morale et spirituelle. Son père, Teninken-Fodé Condé, était un chef spirituel soufi. Son oncle paternel, qui l'a pris sous sa tutelle à la suite du décès de son père quand il avait cinq ans, était un Sage du village. De sa famille, sa mère est celle qui l'influença le plus, tant elle l'imprégnait de ses paroles teintés de sagesse et de bon sens.
Sa famille était également engagée politiquement. Son côté paternel était engagé du côté du Bloc Africain de Guinée, partisan d'une transition progressive vers l'indépendance. Les membres de sa famille maternelle étaient, quant à eux, engagés aux côtés du Parti Démocratique de Guinée et du Rassemblement Démocratique Africain. Son oncle maternel, Selian Sekou Kouyate, est l'un des fondateurs de ce parti. 

### Jeunesse en Afrique de l'Ouest

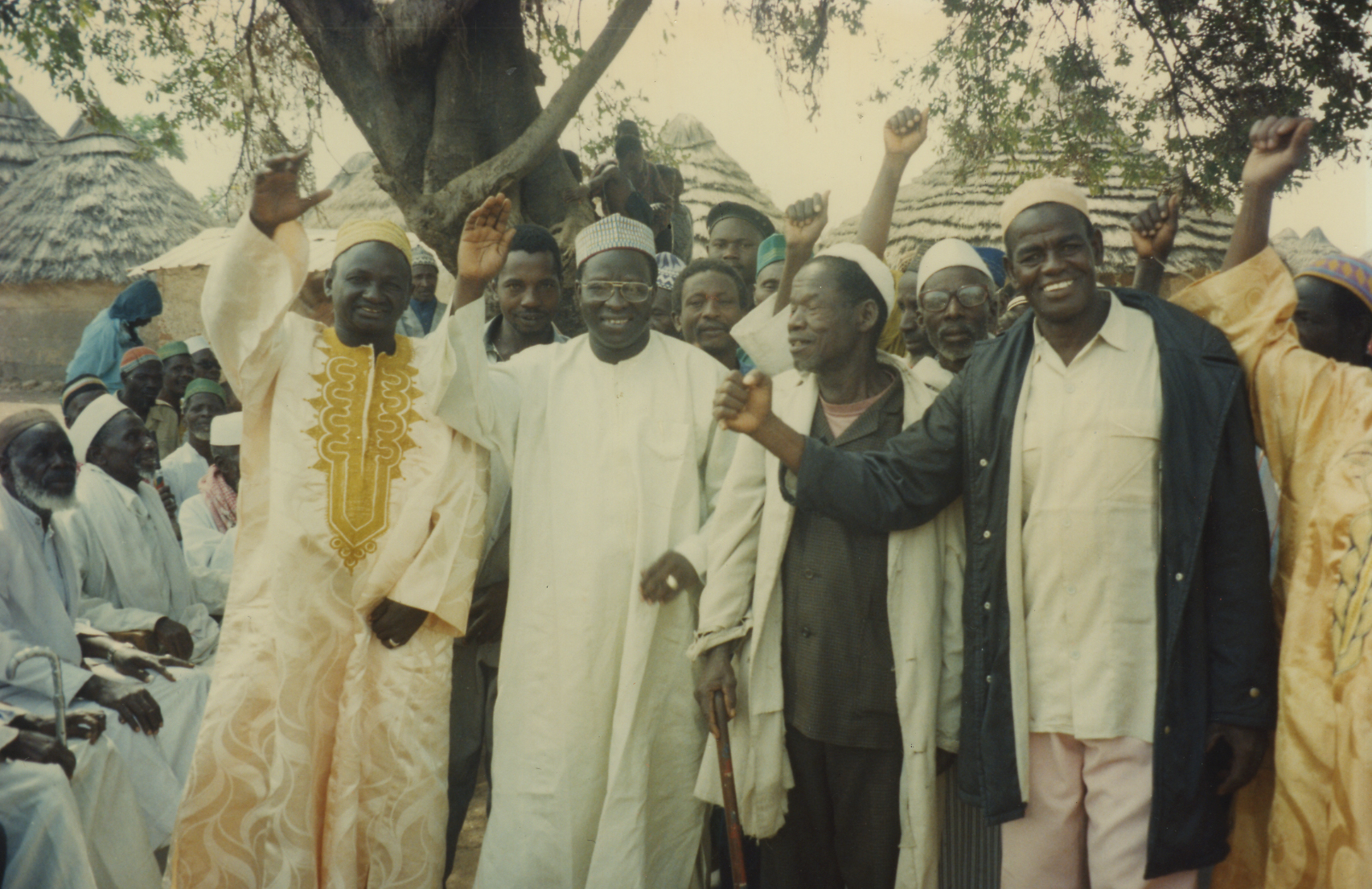
Sékou Koureissy Condé en visite à Ballan, village fondé par ses ancêtres

Sékou Koureissy Condé grandit à Kouroussa, village où il est né. À l'école, il apprécie en particulier étudier l'histoire, la géographie, la littérature, et la philosophie. Passionné par la lecture, il découvre rapidement qu'il souhaite devenir un intellectuel. 
En 1976, il intègre l'Université de Kankan où il étudie l'histoire et la sociologie, puis l'Université Gamal Abdel Nasser de Conakry. Il s'investit pleinement dans la vie étudiante et associative, et est élu Vice-Président des étudiants de l'université. Un événement aura, en particulier, une incidence notable sur le cours de sa vie. Un matin de 1977, des tracts appelant à la révolte contre le régime du Président Sékou Touré étaient distribués à la faculté. Sékou Koureissy Condé, alors Premier responsable des étudiants, décide de tenir les autorités de l'Université au courant de la situation. Il organise le rassemblement de ces tracts, et les dépose au bureau du Recteur. Quelques heures plus tard, Sékou Koureissy Condé est invité à rencontrer le Président Sékou Touré, qui avait été tenu au courant de la situation. Cette rencontre le permettra par la suite d'accompagner le Président à plusieurs reprises lors des déplacements internationaux pour lesquels il avait besoin d'un représentant étudiant. 

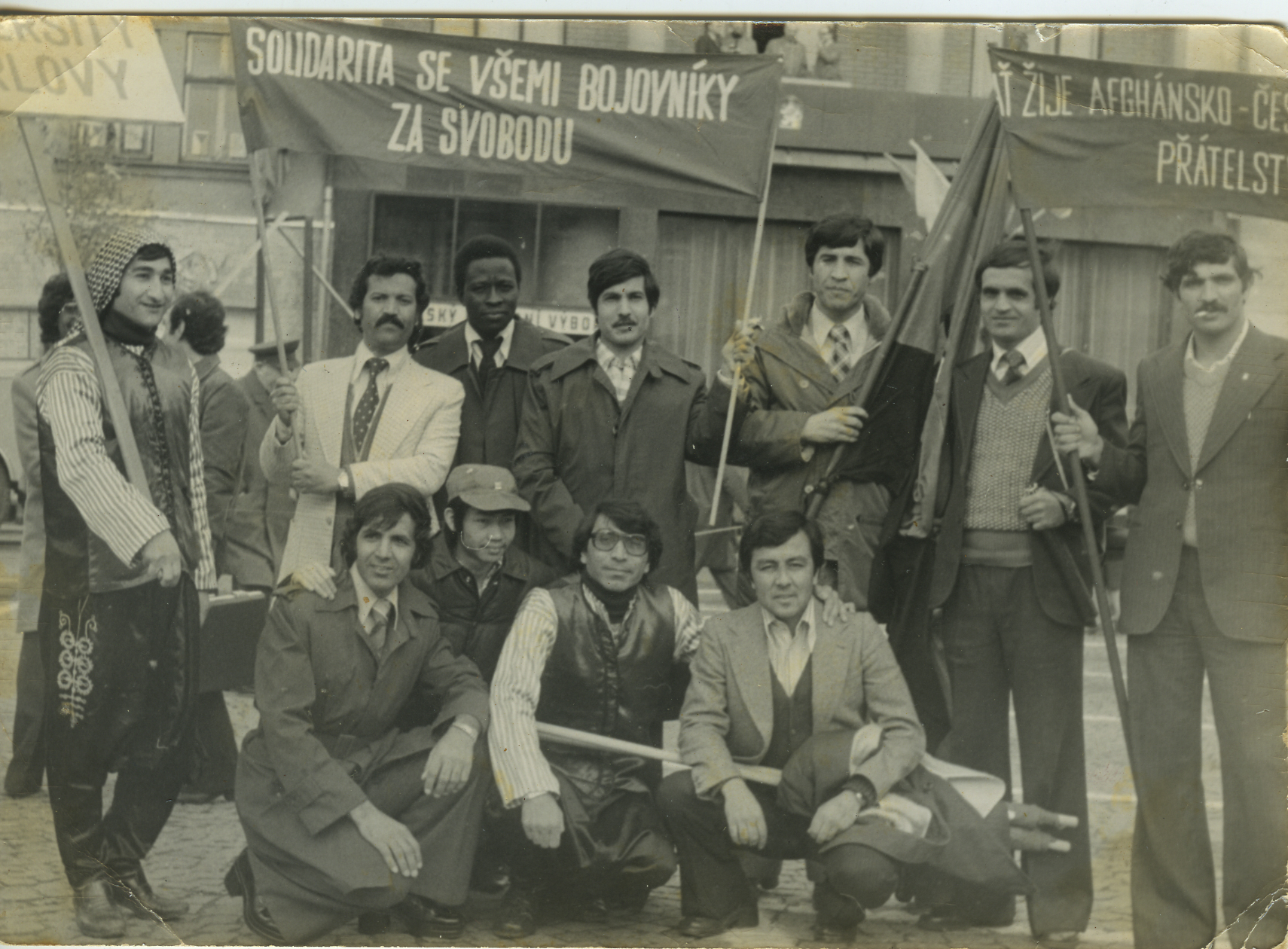
Sékou Koureissy Condé, étudiant en droit à Prague, à l'occasion d'un rassemblement. Sur la pancarte centrale est écrit: "Solidarité avec tous les combattants pour la liberté"

### Études et parcours scientifique en Europe (1980-1992)
En 1980, après être diplômé en histoire et sociologie de l'Université de Kankan et de l'Université Gamal Abdel Nasser de Conakry, Sékou Koureissy Condé bénéficie d'une bourse et est envoyé en formation en Europe de l'Est. Il intègre d'abord la faculté de droit de l'Université Charles de Prague, et obtient un doctorat en criminologie en 1985. En 1987, il poursuit son cursus universitaire à Fribourg, en Allemagne, en tant que chercheur scientifique à l'Institut Max-Planck, où il se spécialise en droit pénal international. Il effectue en parallèle un doctorat en sociologie politique à l'Université de Fribourg-en-Brisgau, doctorat qu'il obtient en 1992.

### Parcours politique (1990 - 2000)
Sékou Koureissy Condé commence son parcours politique en Allemagne en 1990. Après avoir travaillé sur un projet traitant des relations de l’Occident et l’Afrique à l'Institut Max-Planck de droit pénal international, il se fait remarquer et est recruté en tant qu’assistant parlementaire par la coalition de l’Union Chrétienne-Démocrate d’Allemagne et de l’Union Chrétienne-Sociale en Bavière. Il exerce cette fonction au sein de la Commission des Affaires Étrangères du Parlement régional du Land de Rhénanie-du-Nord-Westphalie. 

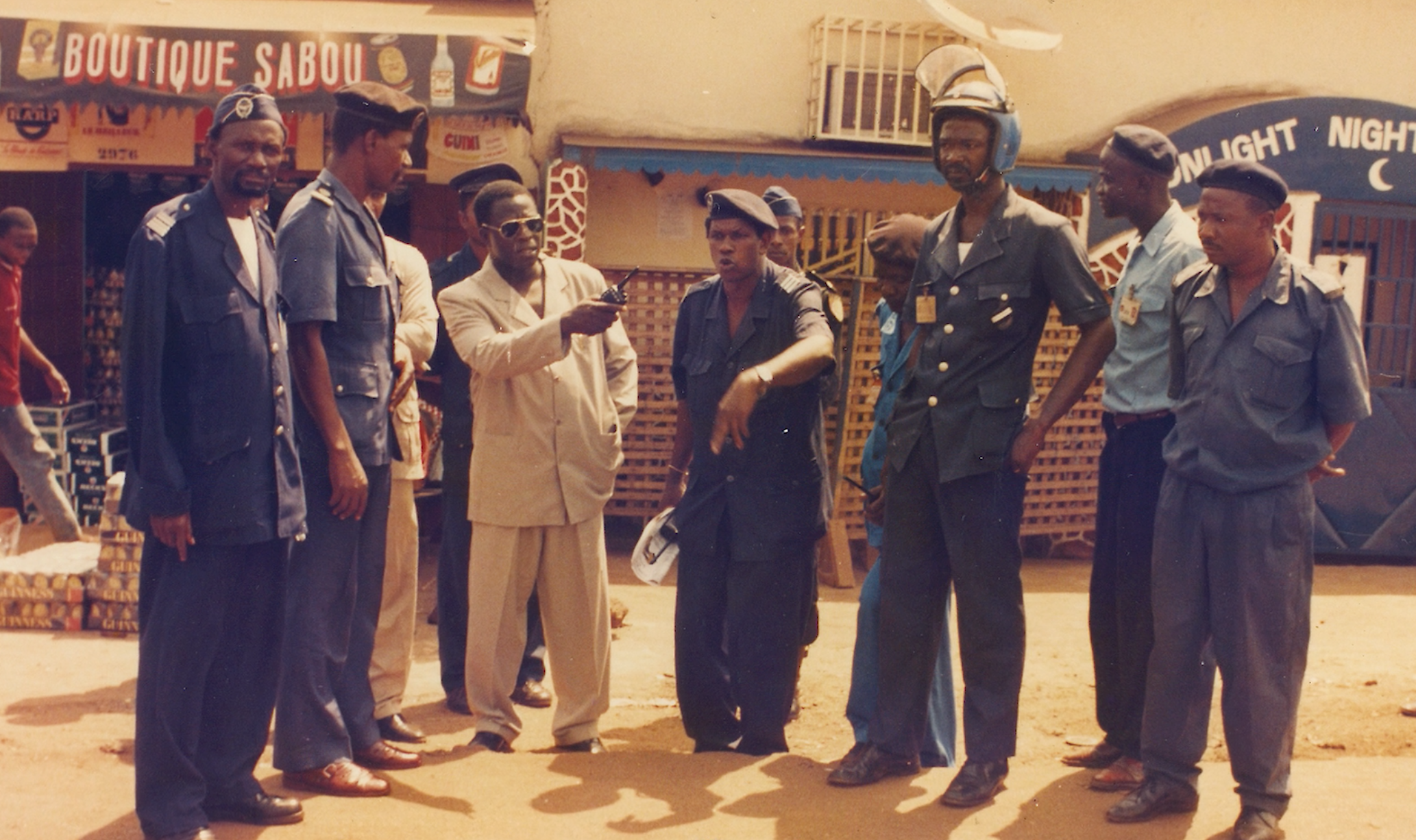
Sékou Koureissy Condé, alors Ministre de la Sécurité, au Liberia durant la guerre civile

En 1992, à la suite de la libéralisation du système politique guinéen et l’instauration du multipartisme, Sékou Koureissy Condé rentre en Guinée pour fonder son parti politique, l’Alliance pour le Renouveau National (ARENA). Fortement attaché aux valeurs du vivre-ensemble, de la tolérance, et de la paix, il est surpris à sa rentrée en Guinée de retrouver son pays divisé par les considérations ethniques, et il décèle dans le multipartisme un risque d’aggravation de ces tensions. Le parti politique qu’il fonde se donne alors pour mission principale de prôner la réconciliation et l’unité nationale. Après une entrée à l’Assemblée Nationale en 1995 en tant que porte-parole du PDG-RDA, auquel son parti s'est allié, il devient successivement Conseiller de Buro Diallo, Président de l'Assemblée, et Chef de la Division de la Coopération Internationale. En 1997, il est ensuite nommé Ministre de la Sécurité par le Président Lansana Conté. Son mandat se déroule dans un contexte régional troublé par la guerre civile au Liberia et au Sierra Leone, deux pays frontaliers de la Guinée. À la tête du Ministère de la Sécurité, Sékou Koureissy Condé a promu l'usage de la dissuasion en lieu et place de la répression dans l'objectif d'assurer la sécurité de son pays. En 2000, il est démis de ses fonctions et est forcé à s'exiler à la suite de « l'affaire Alpha Condé ».  

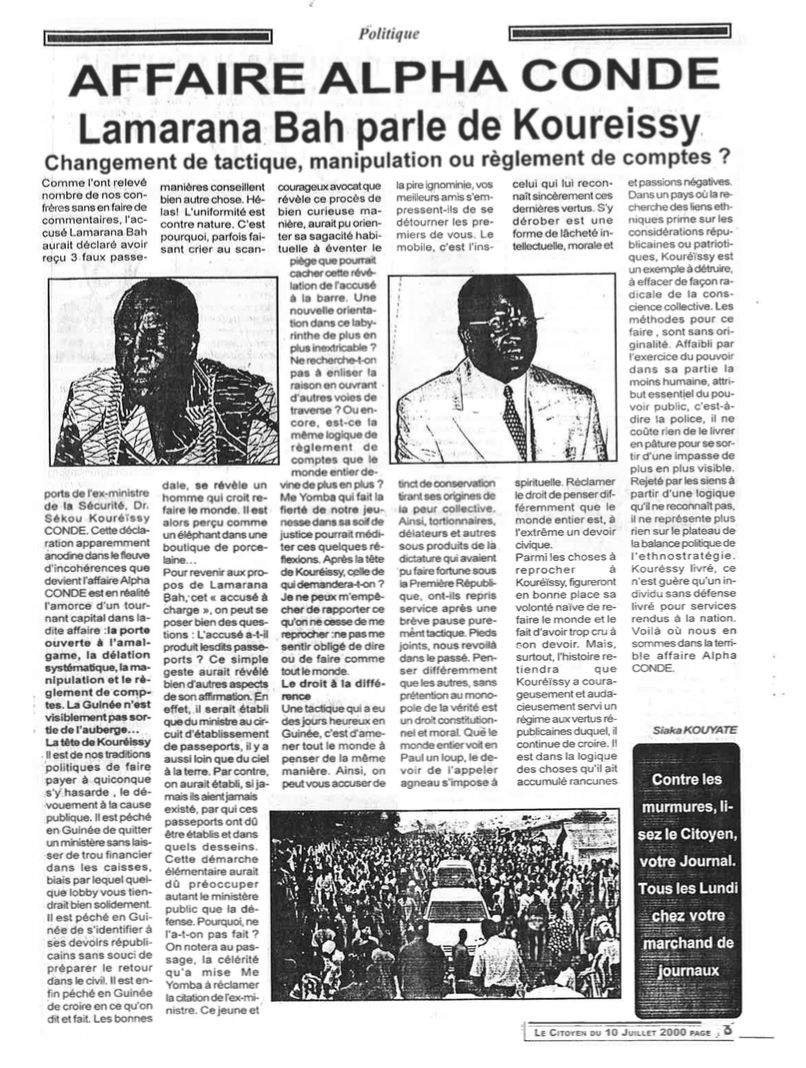
Article du journal Le Citoyen traitant de l'Affaire Alpha Condé (6 décembre 2000)

### "Affaire Alpha Condé"
"L'affaire Alpha Condé" commence en 1998 lorsque, à la veille du résultat de l'élection présidentielle, le candidat Alpha Condé est arrêté à la frontière avec la Côte d'Ivoire par des militaires guinéens. Soupçonné de fomenter un coup d'État, il est aussitôt incarcéré. À la suite de cet événement, Alpha Condé accuse Sékou Koureissy Condé, alors Ministre de la Sécurité, d'avoir donné l'ordre de l'arrêter. Bien qu'il récusera, lors de son procès en 2000, cette version des faits, cette première accusation coûte à Sékou Koureissy Condé la confiance du Rassemblement du Peuple de Guinée, parti politique d'Alpha Condé. En parallèle, les proches du Président, dont les intérêts personnels étaient menacés par la lutte contre la corruption menée par Sékou Koureissy Condé, parviennent à briser la confiance du Président à l'égard de Sékou Koureissy Condé. Bien que ce dernier ait toujours été opposé à "l'ethnostratégie" (outil de conquête du pouvoir consistant à jouer sur les différences ethniques), les proches du Président persuadent Lansana Conté que Sékou Koureissy Condé, malinké comme Alpha Condé, était l'un de ses complices dans la supposée tentative de coup d'État. Ainsi, en 2000, Lansana Conté ôte officiellement sa confiance de Sékou Koureissy Condé, et le démet de ses fonctions. Perdant tous ses soutiens en Guinée et craignant pour sa vie, il s'exile et cherche des soutiens d'abord en Europe, puis se dirige ensuite, en 2001, aux États-Unis.

### Exil aux États-Unis

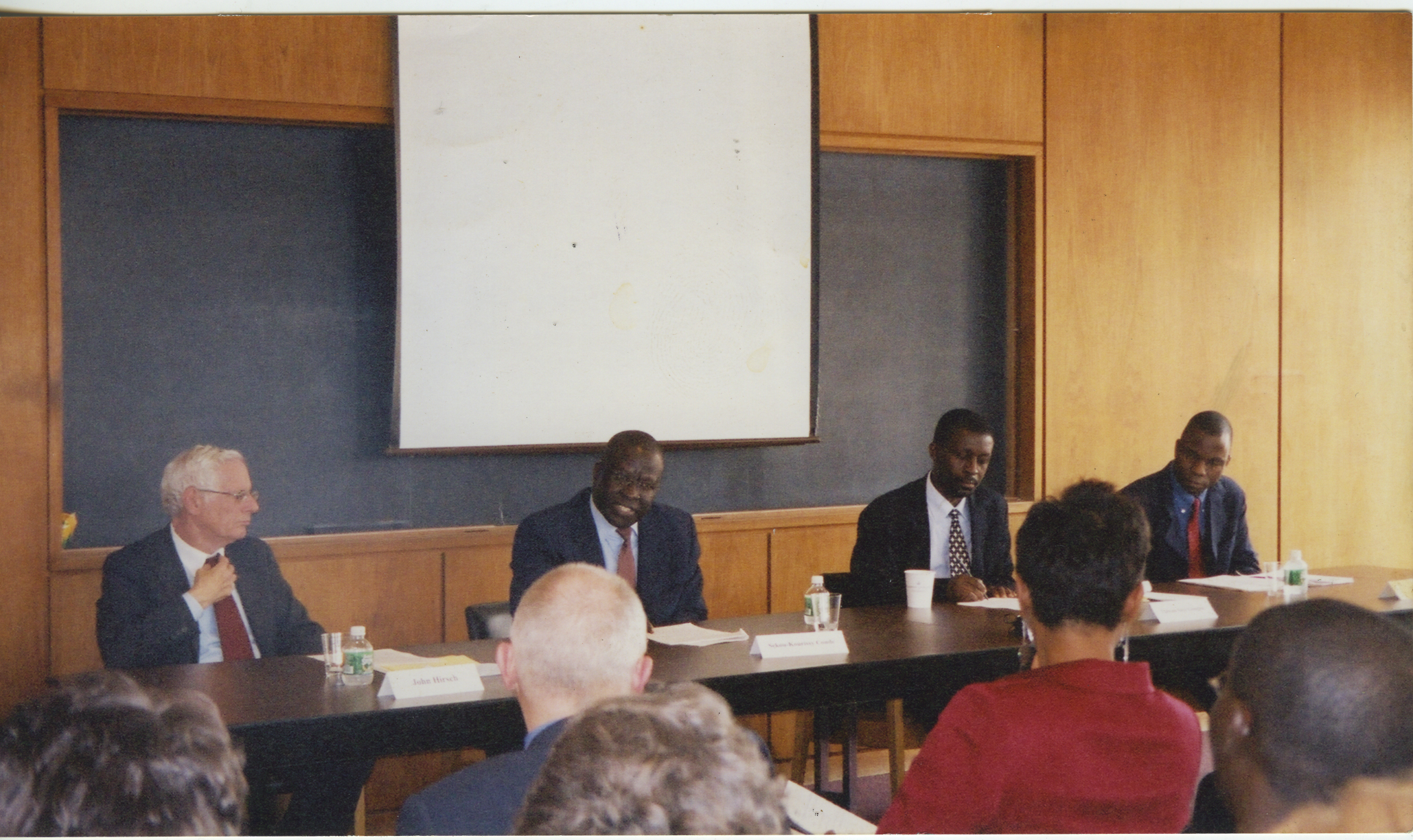
Sékou Koureissy Condé lors d'une conférence à l'Université Columbia

Sékou Koureissy Condé arrive aux États-Unis en 2001 avec pour objectif de prouver son innocence dans l'Affaire Alpha Condé. Malgré des difficultés financières et les barrières culturelles et linguistiques, il parvient à démontrer son innocence au bout de quelques mois, lui permettant ainsi d'obtenir le droit d'asile. 
Sékou Koureissy Condé devient alors enseignant. Il se spécialise en prévention et résolution des conflits en Afrique, et commence par effectuer une étude comparative entre les méthodes et les mécanismes de résolutions de conflits traditionnels et modernes. Il est d'abord embauché par la New York University en tant que professeur associé. Six mois plus tard, il enseignera également à la School of International Public Affairs de la University of Columbia. En tant que professeur, il est envoyé en 2004 à l'Université du Cap pour diriger les études d'un symposium international sur la négociation et la résolution des conflits. Il rencontre, à l'occasion de ce symposium, Frederik de Klerk, le Président de l'Afrique du Sud qui mena les réformes qui mirent fin à la politique d'apartheid en 1991.

### Transition politique et démocratique en Guinée
Le 23 décembre 2008, le lendemain du décès du Président Lansana Conté, des dignitaires de l'armée annoncent unilatéralement la dissolution du gouvernement qui organisait l'intérim ainsi que la suspension de la Constitution. Le même jour, le capitaine Moussa Dadis Camara est porté à la tête du Conseil national pour la démocratie et le développement (CNDD) et devient, le lendemain, le troisième président de la République de Guinée. Une fois élue, Sékou Koureissy Condé fait partie des trois personnalités désignées pour lui porter une lettre collective l'encourageant fortement à ne pas se présenter comme candidat aux élections présidentielles de 2010. Alors qu'il accède à leur demande au départ, il laisse au fur et à mesure de cette année 2009 entendre qu'il va tout de même se présenter.
Le 28 septembre 2009, alors que le Forum des forces vives de Guinée organise une manifestation pacifique au stade de Conakry pour demander à Dadis Camara de respecter sa parole et de ne pas se présenter aux présidentielles, les militaires ouvrent le feu sur la foule. Des centaines de personnes sont blessées et meurent, et des viols sont également commis sur des dizaines de jeunes femmes. Ce massacre créant de graves dissensions au sein de la garde rapprochée du Président, celui-ci est grièvement blessé par l'un de ses adjoints le 3 décembre 2009, et succombe à ses blessures en janvier 2010. 
À la suite de ces événements, Sékou Koureissy Condé est désigné par le Général Sékouba Konaté, qui assure l'intérim à la tête de la Guinée, en tant que secrétaire général du Conseil National de la Transition. Cet organe, qui remplace provisoirement l'Assemblée Nationale, est chargé de la rédaction d'une nouvelle Constitution et d'un nouveau code électoral. En Octobre 2010, Sékou Koureissy Condé est nommé Premier Médiateur de la République. Son rôle serait, une fois le nouveau Président élu, de prendre en compte les revendications des administrés, de faciliter leurs relations avec l’administration, avec leurs employeurs, et de fluidifier la vie entre communautés. Toutefois, à peine Alpha Condé est-il élu en Décembre 2010 que Sékou Koureissy Condé est démis de ses fonctions. C'est alors que Sékou Koureissy Condé décide de tourner son engagement vers la société civile.

### African Crisis Group
Sékou Koureissy Condé co-fonde en Avril 2011, à Ouagadougou, l'African Crisis Group, un cabinet de conseil et d'études stratégiques en évaluation et suivi de risques, prévention et résolution des conflits et d’appui à la bonne gouvernance. À travers la création de cette structure, Sékou Koureissy Condé rencontre d'une part les sociétés civiles africaines et, d'autre part, les dirigeants africains lorsque son cabinet estime qu'une crise politique se profile dans leurs pays respectifs.
La mission fondamentale de l'African Crisis Group est de contribuer à la consolidation de la paix en Afrique. La méthodologie de l’ACG est basée sur les recherches effectuées par Sékou Koureissy Condé lors de son exil aux États-Unis, c'est-à-dire sur la recherche de voies de complémentarité entre les mécanismes traditionnels et modernes de résolution de conflits. En d'autres termes, il s'agit de s'appuyer, en parallèle de l'agenda diplomatique formel, sur les structures locales pour construire un dialogue entre les différents partis d'un conflit et, ainsi, restaurer une confiance entre eux.
De 2011 à 2018, l'African Crisis Group est intervenu en tant que médiateur dans la plupart des crises et conflits en Afrique (Guinée, Burkina Faso, Mali, Niger, République Démocratique du Congo, Togo, et Nigeria).

## La pensée de Sékou Koureissy Condé
Très engagé sur les thématiques  de la paix, la prévention et la résolution des conflits en Afrique, il fonde en 2004 l'ONG American Council on Africa, spécialisée dans la recherche sur la résolution des conflits en Afrique. Il dirige cette organisation jusqu'en 2010. En 2011, il crée l'African Crisis Group, bureau indépendant de conseil et d'études stratégiques en prévention et résolution des conflits en Afrique.
Depuis avril 2014, il dirige une des plus grandes plates-formes de la Société civile guinéenne. La CANEG, Convention des Acteurs non Étatiques de Guinée est une organisation de la société civile guinéenne qui se donne pour mission de créer une synergie d'initiatives et d'action entre les O S C Ouest africaines dans le domaine de la paix, de la sécurité et du développement et de promouvoir l'éducation citoyenne et la consolidation de la paix en Afrique.

## Distinctions
- 21 septembre 1999 : ordre national du Mérite, République française

## Publications
- Dimension régionale des crises sociopolitiques en Afrique de l'Ouest : étude comparative
- La résolution des conflits en Afrique : méthodes et mécanismes formels et informels de résolution des conflits en Afrique